# Sojas
Sojās o Sajās (farsi سجاس) è una città dello shahrestān di Khodabandeh, circoscrizione di Sojas Rud, nella provincia di Zanjan in Iran. Nel 2011 aveva 6.666 abitanti. Si trova a nord di Qeydar.